# Cartosat-2
Cartosat-2 ist ein indischer Erdbeobachtungssatellit aus der Indian-Remote-Sensing-Reihe. Sein Start erfolgte am 10. Januar 2007 mit einer PSLV-C7-Rakete vom Raketenstartplatz Satish Dhawan Space Centre auf Sriharikota aus. Er umkreist die Erde in einer sonnensynchronen Bahn und ist mit einer panchromatischen Kamera ausgerüstet, die Bilder im Spektralbereich von 500 bis 850 nm, mit einer Schwadbreite von 9,6 bis 290 km und einer Auflösung von weniger als 1 m liefert. Die geplante Lebensdauer des Satelliten lag bei fünf Jahren, Cartosat-2 ist aber darüber hinaus immer noch in Betrieb.

## Technische Daten
- Energieversorgung: Solarzellen mit 900 W Leistung + 2 * 18 Ah NiCd Akkus
- Kameraauflösung: CCD-Zeile mit 1*12.000 Pixel